# Brommella lactea
Brommella lactea är en spindelart som först beskrevs av Chamberlin och Willis J. Gertsch 1958.  Brommella lactea ingår i släktet Brommella och familjen kardarspindlar. Inga underarter finns listade.